# Manfred Rothe
Manfred Rothe (* 3. September 1927 in Halle (Saale); † 3. Juni 2022 in Ulm) war ein deutscher Chemiker und Hochschullehrer.

## Leben und Werk
Manfred Rothe studierte nach dem Schulbesuch an der Universität Rostock Chemie und wurde 1952 zum Dr. rer. nat. promoviert. Anschließend war er dort bis 1958 als Oberassistent am Lehrstuhl für Organische Chemie tätig. Nach seiner Habilitation (1960) wurde er 1961 Dozent an der Martin-Luther-Universität Halle-Wittenberg. Kurze Zeit nach dem Mauerbau verließ der die DDR und ging ab 1962 als Privatdozent an die Johannes Gutenberg-Universität in Mainz. Hier war er von 1966 bis 1974 Professor für Organische Chemie. 1974 wechselte er als ordentlicher Professor für Organische Chemie an die Universität Ulm, wo er 1995 emeritiert wurde.

## Schriften (Auswahl)
- (mit Ilse Rothe): Über die ringförmigen Oligomeren des Caprolactams. In: Chemische Berichte 88 (1955), Heft 2, S. 284–289.
- (mit Ilse Rothe): Synthese, Nachweis und Isolierung hochgliedriger Ringamide aus Nylon-66. Lineare und cyclische Oligomere. 1962 (Sonderdruck).
- (Mitautor): Synthese linearer und cyclischer Oligoamide der Epsilon-Aminocapronsäure mit aktiven Derivaten der phosphorigen Säure und der Phosphorsäure. Lineare und cyclische Oligomer. 1963 (Sonderdruck).
- Zur Chemie hochgliedriger Ringamide. 1965.